# Boskalis

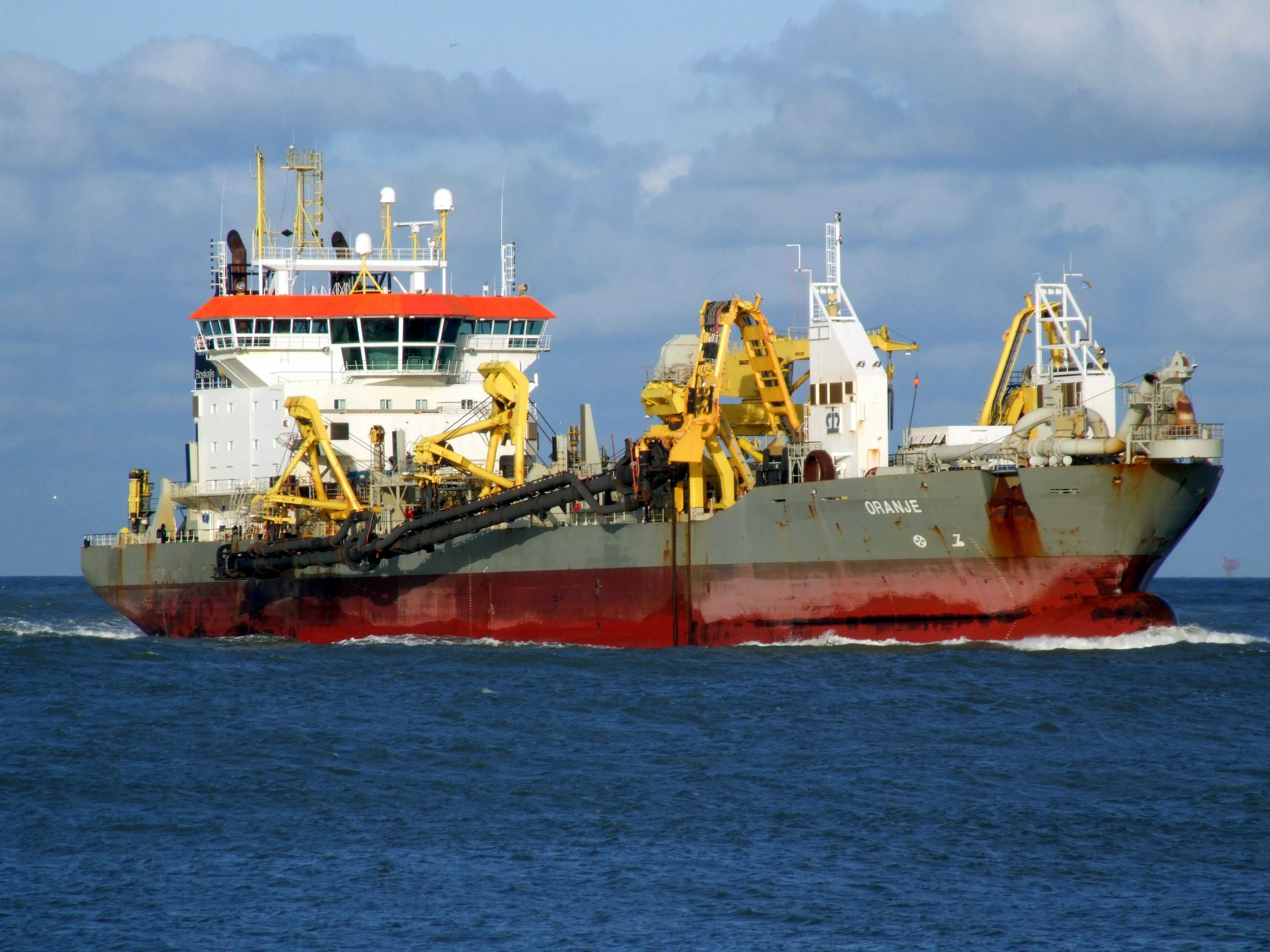
Sleephopperzuiger Oranje van Boskalis.

Koninklijke Boskalis BV is een Nederlands bedrijf en een van de grootste baggermaatschappijen ter wereld. De belangrijkste activiteiten van Boskalis zijn landaanwinning, de aanleg en het onderhoud van havens en vaarwegen en het beschermen van kusten en oevers. Het hoofdkantoor bevindt zich te Papendrecht. 

## Geschiedenis
Drie Sliedrechtse baggeraars, Joh. Kraaijeveld, Eliza van Noordenne en Gerrit Jan Bos W.Azn richtten in 1910 de Fa. Kraaijeveld en Van Noordenne op. Deze beschikken reeds over een kleine vloot van baggermaterieel dat met toetreding per 1913 van Willem Bos Jzn. nog wordt uitgebreid. In 1920 beschikt de firma over 7 baggermolens, 3 zuigers, 2 sleepboten, 6 onderlossers, 8 elevatorbakken en een drijvende bok, Hercules. In de jaren twintig treedt een nieuwe generatie aan: Wouter Kalis H Wzn, Jan Bos Wzn, Joh van Hemert en JJ Kalis. In 1924 wordt, tgv uittreding van Eliza van Noordenne, de firmanaam gewijzigd in Joh. Kraaijeveld. In 1930 wordt de VOF omgezet in een NV Aannemersbedrijf v/h firma Joh. Kraaijeveld en later wordt de naam NV Baggermaatschappij Bos & Kalis aangenomen. Boskalis neemt na de Eerste Wereldoorlog deel aan de voor Nederland zo belangrijke opdracht voor de aanleg van de Zuiderzeewerken. Van een kleine uitvoerder van nationale onderhoudswerken ontwikkelt het bedrijf zich verder en zet de eerste internationale stappen. De oprichting van de Westminster Dredging Company in 1933 in Londen vormt een lucratieve tweede thuismarkt. Via deze Engelse dochter worden met name vanaf de jaren vijftig opdrachten verworven en uitgevoerd in de landen van het Britse Gemenebest, waaronder Australië en Canada, maar ook in het Midden-Oosten.
De watersnoodramp in 1953 vormt de aanleiding voor de bouw van de Deltawerken, waar de stormvloedkering in de Oosterschelde deel van uitmaakt. De rol van Boskalis bij dit project van ongekende omvang en technische complexiteit ligt met name op het vlak van complexe kustverdedigingstechnieken. In 1971 worden aandelen Boskalis genoteerd aan de Amsterdamse effectenbeurs. In 1972 wordt de Internationale Gewapend Beton-Bouw NV uit  Breda overgenomen. In 1978 ontvangt de onderneming het predicaat Koninklijk. In de jaren daarna groeit het bedrijf snel, maar in het midden van de jaren tachtig balanceert Boskalis op het randje van een faillissement. Dit kwam doordat grote werkzaamheden in Argentinië waren verricht, waarvoor betaling uitbleef. De activiteiten aan dit Cogasco-project bleken niet van een exportkredietverzekering voorzien te zijn. De koers van het aandeel Boskalis daalde hierop sterk in waarde.

## Activiteiten
Boskalis is een joint venture, die wereldwijd actief is met baggeren en maritieme dienstverlening. De activiteiten zijn verdeeld over drie aandachtsgebieden. 
Dredging and Inland Infra
Behalve het traditionele baggeren vallen hieronder ook activiteiten als de aanleg en onderhoud van havens, landaanwinning en bescherming van kusten en oevers. Verder is Boskalis actief in het delven van grondstoffen, gebruikmakend van baggertechnieken. Onder Inland Infra vallen diensten als het ontwerp, de aanleg en het onderhoud van auto- en spoorwegen, rioleringen, bruggen, dammen en tunnels en het uitvoeren van grondverbeterings- en grondsaneringswerken.
Dit segment maakt ruim de helft van de totale omzet van Boskalis uit.
Offshore Energy
Daarnaast biedt het bedrijf offshorediensten aan zoals het leggen van kabels, het beschermen van olie- en gaspijplijnen en helpt bij de aanleg van windmolenparken.
Towage & Salvage
Deze activiteit is met de overname van Smit Internationale meegekomen. Via de joint ventures Keppel Smit Towage en Smit Lamnalco verleent het assistentie aan binnenkomende en uitgaande zeeschepen en beschikt over een vloot van meer dan 400 sleepboten. Boskalis biedt haar diensten aan in onder andere in Nederland, België, Brazilië, Canada,  China, Panama, Singapore, Taiwan en het Verenigd Koninkrijk.
Smit Lamnalco (50% deelneming) biedt ondersteuning bij het aan- en afmeren van olie- en lng-tankers. Medeaandeelhouder in Lamnalco is de Rezayat Groep uit Saoedi-Arabië. Verdere activiteiten zijn loodsdiensten, inspectie en onderhoud onder water, vast- en loskoppelen van terminalaansluitingen, brandbestrijding, escortering, vervoer van bemanningen en goederen en het gebruik van bunkervaartuigen. De vloot bestaat uit 160 schepen en er zijn 2500 medewerkers.
Salvage houdt zich bezig met het transport van zware ladingen en het leveren van zware hijswerkzaamheden met drijvende bokken, het bergen van schepen en het opruimen van wrakken of oude olie- en gasplatformen op zee. Smit werkt vanuit vier strategisch gelegen locaties bij belangrijkste internationale vaarroutes: Houston, Kaapstad, Rotterdam en Singapore.

## Baggerdivisie
De fusies in de baggersector die leidden tot de huidige baggerdivisie
| Breejenbout 1863 | Breejenbout 1863 | Breejenbout 1863 | Breejenbout 1863 | Breejenbout 1863 | Breejenbout 1863 |  |  | Baggermij Holland 1922 | Baggermij Holland 1922 | Baggermij Holland 1922 | Baggermij Holland 1922 | Baggermij Holland 1922 | Baggermij Holland 1922 |  |  | Dirk Blankevoort 1858 | Dirk Blankevoort 1858 | Dirk Blankevoort 1858 | Dirk Blankevoort 1858 | Dirk Blankevoort 1858 | Dirk Blankevoort 1858 |  |  | Johannes Verstoep 1903                                                     | Johannes Verstoep 1903 | Johannes Verstoep 1903 | Johannes Verstoep 1903 | Johannes Verstoep 1903 | Johannes Verstoep 1903 |                     |                     | Cornelis Zanen 1850 | Cornelis Zanen 1850 | Cornelis Zanen 1850 | Cornelis Zanen 1850 | Cornelis Zanen 1850 | Cornelis Zanen 1850 |  |  | Jacob Cornelis Oosterwijk 1920 | Jacob Cornelis Oosterwijk 1920 | Jacob Cornelis Oosterwijk 1920 | Jacob Cornelis Oosterwijk 1920 | Jacob Cornelis Oosterwijk 1920 | Jacob Cornelis Oosterwijk 1920 |  |  | Kraaijeveld en Van Noordenne 1910 | Kraaijeveld en Van Noordenne 1910 | Kraaijeveld en Van Noordenne 1910 | Kraaijeveld en Van Noordenne 1910 | Kraaijeveld en Van Noordenne 1910 | Kraaijeveld en Van Noordenne 1910 |  |  |  |  |  |  |  |  |  |  |  |  |  |  |  |  |  |  |  |  |  |  |  |  |  |  |  |  |  |  |  |  |  |  |  |  |  |  |  |  |
| Breejenbout 1863 | Breejenbout 1863 | Breejenbout 1863 | Breejenbout 1863 | Breejenbout 1863 | Breejenbout 1863 |  |  | Baggermij Holland 1922 | Baggermij Holland 1922 | Baggermij Holland 1922 | Baggermij Holland 1922 | Baggermij Holland 1922 | Baggermij Holland 1922 |  |  | Dirk Blankevoort 1858 | Dirk Blankevoort 1858 | Dirk Blankevoort 1858 | Dirk Blankevoort 1858 | Dirk Blankevoort 1858 | Dirk Blankevoort 1858 |  |  | Johannes Verstoep 1903                                                     | Johannes Verstoep 1903 | Johannes Verstoep 1903 | Johannes Verstoep 1903 | Johannes Verstoep 1903 | Johannes Verstoep 1903 |                     |                     | Cornelis Zanen 1850 | Cornelis Zanen 1850 | Cornelis Zanen 1850 | Cornelis Zanen 1850 | Cornelis Zanen 1850 | Cornelis Zanen 1850 |  |  | Jacob Cornelis Oosterwijk 1920 | Jacob Cornelis Oosterwijk 1920 | Jacob Cornelis Oosterwijk 1920 | Jacob Cornelis Oosterwijk 1920 | Jacob Cornelis Oosterwijk 1920 | Jacob Cornelis Oosterwijk 1920 |  |  | Kraaijeveld en Van Noordenne 1910 | Kraaijeveld en Van Noordenne 1910 | Kraaijeveld en Van Noordenne 1910 | Kraaijeveld en Van Noordenne 1910 | Kraaijeveld en Van Noordenne 1910 | Kraaijeveld en Van Noordenne 1910 |  |  |  |  |  |  |  |  |  |  |  |  |  |  |  |  |  |  |  |  |  |  |  |  |  |  |  |  |  |  |  |  |  |  |  |  |  |  |  |  |
|                  |                  |                  |                  |                  |                  |  |  |                        |                        |                        |                        |                        |                        |  |  |                       |                       |                       |                       |                       |                       |  |  |                                                                            |                        |                        |                        |                        |                        |                     |                     |                     |                     |                     |                     |                     |                     |  |  |                                |                                |                                |                                |                                |                                |  |  |                                   |                                   |                                   |                                   |                                   |                                   |  |  |  |  |  |  |  |  |  |  |  |  |  |  |  |  |  |  |  |  |  |  |  |  |  |  |  |  |  |  |  |  |  |  |  |  |  |  |  |  |
|                  |                  |                  |                  |                  |                  |  |  |                        |                        |                        |                        |                        |                        |  |  |                       |                       |                       |                       |                       |                       |  |  |                                                                            |                        |                        |                        | Verstoep & Zanen 1910  |                        |                     |                     |                     |                     |                     |                     |                     |                     |  |  |                                |                                |                                |                                |                                |                                |  |  |                                   |                                   |                                   |                                   |                                   |                                   |  |  |  |  |  |  |  |  |  |  |  |  |  |  |  |  |  |  |  |  |  |  |  |  |  |  |  |  |  |  |  |  |  |  |  |  |  |  |  |  |
|                  |                  |                  |                  |                  |                  |  |  |                        |                        |                        |                        |                        |                        |  |  |                       |                       |                       |                       |                       |                       |  |  |                                                                            |                        |                        |                        |                        |                        |                     |                     |                     |                     |                     |                     |                     |                     |  |  |                                |                                |                                |                                |                                |                                |  |  |                                   |                                   |                                   |                                   |                                   |                                   |  |  |  |  |  |  |  |  |  |  |  |  |  |  |  |  |  |  |  |  |  |  |  |  |  |  |  |  |  |  |  |  |  |  |  |  |  |  |  |  |
|                  |                  |                  |                  |                  |                  |  |  |                        |                        |                        |                        |                        |                        |  |  |                       |                       |                       |                       |                       |                       |  |  |                                                                            |                        |                        |                        | Zanen Verstoep 1921    | Zanen Verstoep 1921    | Zanen Verstoep 1921 | Zanen Verstoep 1921 | Zanen Verstoep 1921 | Zanen Verstoep 1921 |                     |                     |                     |                     |  |  |                                |                                |                                |                                |                                |                                |  |  | Johan Kraaijeveld 1924            | Johan Kraaijeveld 1924            | Johan Kraaijeveld 1924            | Johan Kraaijeveld 1924            | Johan Kraaijeveld 1924            | Johan Kraaijeveld 1924            |  |  |  |  |  |  |  |  |  |  |  |  |  |  |  |  |  |  |  |  |  |  |  |  |  |  |  |  |  |  |  |  |  |  |  |  |  |  |  |  |
|                  |                  |                  |                  |                  |                  |  |  |                        |                        |                        |                        |                        |                        |  |  |                       |                       |                       |                       |                       |                       |  |  |                                                                            |                        |                        |                        | Zanen Verstoep 1921    | Zanen Verstoep 1921    | Zanen Verstoep 1921 | Zanen Verstoep 1921 | Zanen Verstoep 1921 | Zanen Verstoep 1921 |                     |                     |                     |                     |  |  |                                |                                |                                |                                |                                |                                |  |  | Johan Kraaijeveld 1924            | Johan Kraaijeveld 1924            | Johan Kraaijeveld 1924            | Johan Kraaijeveld 1924            | Johan Kraaijeveld 1924            | Johan Kraaijeveld 1924            |  |  |  |  |  |  |  |  |  |  |  |  |  |  |  |  |  |  |  |  |  |  |  |  |  |  |  |  |  |  |  |  |  |  |  |  |  |  |  |  |
|                  |                  |                  |                  |                  |                  |  |  |                        |                        |                        |                        |                        |                        |  |  |                       |                       |                       |                       |                       |                       |  |  |                                                                            |                        |                        |                        |                        |                        |                     |                     |                     |                     |                     |                     |                     |                     |  |  |                                |                                |                                |                                |                                |                                |  |  |                                   |                                   |                                   |                                   |                                   |                                   |  |  |  |  |  |  |  |  |  |  |  |  |  |  |  |  |  |  |  |  |  |  |  |  |  |  |  |  |  |  |  |  |  |  |  |  |  |  |  |  |
|                  |                  |                  |                  |                  |                  |  |  |                        |                        |                        |                        |                        |                        |  |  |                       |                       |                       |                       |                       |                       |  |  |                                                                            |                        |                        |                        |                        |                        |                     |                     | Dirk Verstoep 1941  |                     |                     |                     |                     |                     |  |  |                                |                                |                                |                                |                                |                                |  |  |                                   |                                   |                                   |                                   |                                   |                                   |  |  |  |  |  |  |  |  |  |  |  |  |  |  |  |  |  |  |  |  |  |  |  |  |  |  |  |  |  |  |  |  |  |  |  |  |  |  |  |  |
|                  |                  |                  |                  |                  |                  |  |  |                        |                        |                        |                        |                        |                        |  |  |                       |                       |                       |                       |                       |                       |  |  |                                                                            |                        |                        |                        |                        |                        |                     |                     |                     |                     |                     |                     |                     |                     |  |  |                                |                                |                                |                                |                                |                                |  |  |                                   |                                   |                                   |                                   |                                   |                                   |  |  |  |  |  |  |  |  |  |  |  |  |  |  |  |  |  |  |  |  |  |  |  |  |  |  |  |  |  |  |  |  |  |  |  |  |  |  |  |  |
|                  |                  |                  |                  |                  |                  |  |  |                        |                        |                        |                        |                        |                        |  |  |                       |                       |                       |                       |                       |                       |  |  |                                                                            |                        |                        |                        |                        |                        |                     |                     |                     |                     |                     |                     |                     |                     |  |  |                                |                                |                                |                                |                                |                                |  |  |                                   |                                   |                                   |                                   |                                   |                                   |  |  |  |  |  |  |  |  |  |  |  |  |  |  |  |  |  |  |  |  |  |  |  |  |  |  |  |  |  |  |  |  |  |  |  |  |  |  |  |  |
|                  |                  |                  |                  |                  |                  |  |  |                        |                        |                        |                        |                        |                        |  |  |                       |                       |                       |                       |                       |                       |  |  |                                                                            |                        |                        |                        |                        |                        |                     |                     |                     |                     |                     |                     |                     |                     |  |  | Zinkcon 1970                   | Zinkcon 1970                   | Zinkcon 1970                   | Zinkcon 1970                   | Zinkcon 1970                   | Zinkcon 1970                   |  |  | Bos en Kalis 1931                 | Bos en Kalis 1931                 | Bos en Kalis 1931                 | Bos en Kalis 1931                 | Bos en Kalis 1931                 | Bos en Kalis 1931                 |  |  |  |  |  |  |  |  |  |  |  |  |  |  |  |  |  |  |  |  |  |  |  |  |  |  |  |  |  |  |  |  |  |  |  |  |  |  |  |  |
|                  |                  |                  |                  |                  |                  |  |  |                        |                        |                        |                        |                        |                        |  |  |                       |                       |                       |                       |                       |                       |  |  |                                                                            |                        |                        |                        |                        |                        |                     |                     |                     |                     |                     |                     |                     |                     |  |  | Zinkcon 1970                   | Zinkcon 1970                   | Zinkcon 1970                   | Zinkcon 1970                   | Zinkcon 1970                   | Zinkcon 1970                   |  |  | Bos en Kalis 1931                 | Bos en Kalis 1931                 | Bos en Kalis 1931                 | Bos en Kalis 1931                 | Bos en Kalis 1931                 | Bos en Kalis 1931                 |  |  |  |  |  |  |  |  |  |  |  |  |  |  |  |  |  |  |  |  |  |  |  |  |  |  |  |  |  |  |  |  |  |  |  |  |  |  |  |  |
|                  |                  |                  |                  |                  |                  |  |  |                        |                        |                        |                        |                        |                        |  |  |                       |                       |                       |                       |                       |                       |  |  |                                                                            |                        |                        |                        |                        |                        |                     |                     |                     |                     |                     |                     |                     |                     |  |  |                                |                                |                                |                                |                                |                                |  |  |                                   |                                   |                                   |                                   |                                   |                                   |  |  |  |  |  |  |  |  |  |  |  |  |  |  |  |  |  |  |  |  |  |  |  |  |  |  |  |  |  |  |  |  |  |  |  |  |  |  |  |  |
|                  |                  |                  |                  |                  |                  |  |  |                        |                        |                        |                        |                        |                        |  |  |                       |                       |                       |                       |                       |                       |  |  | BosKalis 1978 Verstoep 1988 Breejenbout 1985 Holland 1996 Blankevoort 2006 |                        |                        |                        |                        |                        |                     |                     |                     |                     |                     |                     |                     |                     |  |  |                                |                                |                                |                                |                                |                                |  |  |                                   |                                   |                                   |                                   |                                   |                                   |  |  |  |  |  |  |  |  |  |  |  |  |  |  |  |  |  |  |  |  |  |  |  |  |  |  |  |  |  |  |  |  |  |  |  |  |  |  |  |  |

## Ontwikkelingen
In de jaren negentig neemt Boskalis meer bedrijven over en uit verschillende sectoren. Ze investeerde bijvoorbeeld in de HVA (Handelsvereniging Amsterdam), een bedrijf actief in het ontwikkelen en managen van grootschalige landbouw projecten wereldwijd. Ook verwerft Boskalis een belang van 40% in de Archirodon Group. Aansprekende projecten in deze periode zijn grootschalige landaanwinning voor het nieuwe vliegveld Chek Lap Kok en een langlopend ontwikkelingsprogramma in Singapore. In 2004 realiseert Boskalis een omzet van € 1 miljard. Het bedrijf bezit 300 schepen en heeft wereldwijd 7000 mensen in dienst (inclusief de joint-venture maatschappijen). De grootste aandeelhouders zijn HAL Investments NV (31%) en Delta Lloyd (5%). Van 1993 tot 2006 werd Boskalis geleid door Rob van Gelder. Sinds 2006 staat Peter Berdowski aan de leiding. Met ingang van oktober 2007 worden ook opties op het aandeel Boskalis verhandeld. De onderneming kent thans gewone aandelen, maar bezat eerder ook cumulatief-preferente aandelen met een vast recht op dividend. In 2011 wordt MNO Vervat overgnomen.
Op 15 september 2008 deed Boskalis een bod van € 1,1 miljard op Smit Internationale. Op 4 december 2008 zag Boskalis af van een officieel bod op Smit. Naar eigen zeggen omdat ze het niet eens kon worden met Smit over de verschillende voorgestelde splitsingsscenario's van Smit. De bestuurder van Boskalis geeft aan dat met het oog op de gewijzigde omstandigheden op de financiële en overige markten, Boskalis het 'niet verantwoord acht' een openbaar bod door te zetten dat niet kan rekenen op de steun en medewerking van de Raad van Bestuur en Raad van Commissarissen van Smit. Na deze bekendmaking stortte het aandeel van Smit in met 30% en Boskalis met 40%. In de markt werd gespeculeerd over een vijandige overname van Smit door Boskalis later in 2009. Een jaar later, op 12 november 2009, kwamen de twee toch overeen om te fuseren. De activiteiten van Smit blijven onder de eigen naam binnen de Boskalis groep doorgaan. Het bod heeft een waarde van € 1,35 miljard, inclusief € 250 miljoen aan schulden die Smit op de balans heeft staan. Op 27 maart 2010 stemmen de aandeelhouders in met de fusieplannen. De nieuwe combinatie telt zo'n 14.000 werknemers.
Op 26 november 2012 bracht heeft Boskalis een bod uit op Dockwise van € 17,20 per aandeel ofwel € 682 miljoen in totaal. Het bod ligt circa 60% hoger ten opzichte van de slotkoers van € 10,66 per aandeel Dockwise op 23 november 2012. De investeringsmaatschappij HAL Investments steunt de voorgenomen overname. Deze maatschappij heeft controlerende belangen in beide ondernemingen; zij bezit 31,7% van de aandelen Dockwise en 33,4% van Boskalis. Op 13 maart 2013 had Boskalis 99% van de aandelen Dockwise in handen.
Boskalis had tot medio 2013 een belang van 40% in Archirodon. Dit bedrijf realiseert met name maritieme en civiele werken voor bedrijven actief in de olie- en gassector en nutsbedrijven. De meeste opdrachten worden in het Midden-Oosten en Noord-Afrika uitgevoerd. De werken bestaan uit het aanleggen van kademuren, aanlegsteigers, golfbrekers, waterzuiveringsinstallaties, rioleringen, dammen en bruggen. In november 2012 meldde Boskalis dat zij is benaderd door een partij uit het Midden-Oosten, waarmee gesprekken worden gevoerd over de mogelijke verkoop van haar belang in Archirodon. Op 11 juli 2013 werd de verkoop van het belang in Archirodon bekendgemaakt. Het aandelenbelang is deels verkocht aan een partij uit het Midden-Oosten en deels aan de 60% medeaandeelhouder. Boskalis ontvangt US$ 190 miljoen in contanten en realiseert een boekwinst van enkele tientallen miljoenen euro's.
In maart 2014 werd Fairmount in Rotterdam overgenomen. Fairmount is een aanbieder van zeesleepdiensten over lange afstanden. Het bedrijf werd in 1980 opgericht en kwam in 2007 in handen van de Franse rederij Louis Dreyfus Armateurs. Het bedrijf beschikt over vijf sleepboten en telt 48 werknemers. De omzet in 2012 was zo’n € 50 miljoen. De exacte overnamesom is niet bekendgemaakt, maar Boskalis betaalt circa 6x de EBITDA. Met Fairmount versterkt Boskalis zijn marktpositie op het gebied van offshore energy-dienstverlening en berging.
Boskalis nam in november 2014 een aandelenbelang van 15% in Fugro. De koers van het aandeel Fugro is sinds het begin van dit jaar met 70% gedaald na drie opeenvolgende winstwaarschuwingen. Boskalis heeft niet de intentie een bod op heel Fugro uit te brengen. Beide bedrijven zijn actief in verschillende marktsegmenten maar werken al jaren samen op tal van projecten over de hele wereld en hebben sterke overeenkomsten in werkomgeving en cultuur, aldus de CEO van Boskalis. Het belang is verhoogd naar 25,1% in maart 2015. In december 2016 verkocht Boskalis een deel van de aandelen Fugro en het belang zakte naar 9,4%. Boskalis sluit verdere verkopen op termijn niet uit. Redenen voor de verkoop zijn de onzekere marktomstandigheden voor Fugro en ook het verzet van Fugro op de samenwerkingsplannen van Boskalis.
In december 2014 nam Smit Lamnalco PB Towage over. PB Towage is het op een na grootste sleepbedrijf op de Australische markt. De combinatie gaat havensleep-, terminal- en FPSO-gerelateerde diensten uitvoeren met een vloot van in totaal 29 schepen, waarvan 17 van PB Towage en 12 van Smit Lamnalco. Alle activiteiten van PB Towage buiten Australië vallen buiten deze overname. Smit Lamnalco betaalde voor de acquisitie circa € 50 miljoen.
In december 2015 besloten Boskalis en Kotug hun Europese havensleepdiensten te bundelen. Beide bedrijven krijgen elk een belang van 50% in Kotug Smit Towage. Dit gecombineerde bedrijf zal bestaan uit de havensleepdiensten van Boskalis-dochter Smit in België en Nederland en van Kotug in Duitsland, Nederland en het Verenigd Koninkrijk. In deze vier landen zijn ze actief in elf havens met 65 sleepboten. De totale jaaromzet zal op zo'n € 150 miljoen uitkomen.
Direct aan het begin van 2016 nam Boskalis de baggeractiviteiten van de Duitse bouwer Strabag over. Boskalis nam alleen het personeel en materieel van Strabag Wasserbau over voor € 70 miljoen. Het belangrijkste materieel bestaat uit twee ondiepstekende sleephopperzuigers met een capaciteit van 7350 m3, een grote backhoedredger en vier zelfvarende bakken. Met de overname versterkt Boskalis haar positie in Duitsland, Strabag Wasserbau is marktleider in het land met een jaaromzet van ongeveer 50 miljoen.
Medio 2016 kondigde het bedrijf aan 650 banen te gaan schrappen wereldwijd, waarvan 150 in Nederland. De komende twee jaar neemt Boskalis ook 24 oudere schepen uit de vaart vanwege de verslechterende marktomstandigheden. Door de sterk gedaalde olieprijs investeren oliemaatschappijen minder en krijgt Boskalis ook minder opdrachten. De schepen die uit de vaart genomen worden, zijn gemiddeld meer dan dertig jaar oud.
In augustus 2017 werd de overname aangekondigd van de Britse zeebodemonderzoeker Gardline Group. De overnamesom is ongeveer € 44 miljoen, inclusief de schulden. Met de transactie wil Boskalis alsnog actief worden op het gebied van bodemonderzoek, dit na de mislukte overnamepoging van Fugro. Gardline is in 1969 opgericht. Het is een familiebedrijf met ongeveer 750 werknemers. De vloot bestaat uit 15 onderzoeksschepen en 25 kleinere vaartuigen en de jaaromzet ligt tussen de 60 en 70 miljoen pond. De belangrijkste markt voor dit bedrijf is Noordwest-Europa en levert hier diensten in opdracht van bijvoorbeeld olie- en gasbedrijven en bouwers van windmolenparken op zee.
In februari 2019 werd bekend dat Boskalis zijn belang in SAAM SMIT Towage aan partner SAAM gaat verkopen. Boskalis verwacht een verkoopopbrengst van US$ 201 miljoen. De joint venture werd in 2014 gevormd en had toen betrekking op de respectievelijke havensleepactiviteiten in Brazilië, Panama, Mexico en Canada. Sindsdien is het ook in andere landen actief geworden. Met de verkoop in gedachte, schreef Boskalis in 2018 al 210 miljoen euro af op de waarde van het belang. Op 30 oktober 2019 werd de transactie afgerond en Boskalis kan een boekwinst van € 40 miljoen vóór belastingen bijschrijven.
In december 2020 haalde Boskalis de grootste opdracht ooit binnen. Het gaat meehelpen om een nieuwe internationale luchthaven van Manilla (Filipijnen) te realiseren en dit project heeft een waarde van € 1,5 miljard. Boskalis gaat 1700 hectare nieuw land opspuiten waar nu nog een moeras ligt. Boskalis begint aan de opdracht in het eerste kwartaal van 2021 en eind 2024 zal het werk klaar zijn.
In maart 2021 werkte Smit Salvage mee aan het lostrekken van de Ever Given, het vastgelopen containerschip dat het Suezkanaal van 23 tot en met 29 maart 2021 blokkeerde.
Op 10 maart 2022 deed HAL Investments een overnamebod op alle aandelen Boskalis. HAL bood € 32,50 per aandeel of zo'n 4,2 miljard euro in totaal. HAL had al 45% van de aandelen in handen. HAL sprak van een vriendschappelijk bod waarbij de strategie van Boskalis ongewijzigd zou worden voortgezet. Het bestuur van Boskalis ging het bod bestuderen. Het bod werd nog iets verhoogd naar € 33,00 per aandeel. Op 21 september 2022 had HAL reeds 98,3% van de aandelen Boskalis in handen. De notering van de aandelen Boskalis op Euronext Amsterdam is per 9 november 2022 gestaakt.
In juli 2024 bereikte Boskalis overeenstemming om de resterende aandelen (50%) in Smit Lamnalco te kopen. Smit Lamnalco levert terminaldiensten en had in 2023 een jaaromzet van US$ 275 miljoen. De transactie moet nog goedgekeurd worden door de toezichthouders. Boskalis houdt sinds 1964 dit belang in Smit Lamnalco en de rest is in handen van The Rezayat Group.

## Resultaten
In 2010 steeg de omzet van het bedrijf met circa 23% naar € 2,7 miljard waarvan de omzetbijdrage van Smit circa € 0,5 miljard was. De hoge winst van 2013 was mede het gevolg van een aantal bijzondere posten met een waarde van bijna € 95 miljoen, waarvan de boekwinst op de verkoop van het belang in Archirodon ongeveer voor de helft uitmaakte. In 2014 werd dit herhaald, en leverden bijzondere posten per saldo een positieve bijdrage aan het resultaat van € 200 miljoen vóór belastingen. In 2016 nam het bedrijf een grote buitengewone last van € 840 miljoen vóór belastingen, waarvan € 365 miljoen als waardevermindering van de schepen, ruim € 380 miljoen op goodwill en circa € 90 miljoen op het onderdeel Smit Lamnalco. Zonder deze last was de winst op € 276 miljoen uitgekomen. In 2018 was er een buitengewone last van € 519 miljoen vóór belastingen op de offshore en sleepdienstactiviteiten. Exclusief deze last kwam de winst in 2018 uit op € 83 miljoen.
| Jaar | Omzet         | Netto- resultaat |
| Jaar | (× € miljoen) | (× € miljoen)    |
| ---- | ------------- | ---------------- |
| 2004 | 1020          | 33,9             |
| 2005 | 1156          | 62,7             |
| 2006 | 1354          | 116,6            |
| 2007 | 1869          | 204,4            |
| 2008 | 2094          | 249,1            |
| 2009 | 2200          | −227,9           |
| 2010 | 2674          | 310,5            |
| 2011 | 2801          | −254,3           |
| 2012 | 3081          | −250,2           |
| 2013 | 3539          | 366,5            |
| 2014 | 3167          | 490,3            |
| 2015 | 3240          | −440,2           |
| 2016 | 2596          | −563,7           |
| 2017 | 2337          | 150,5            |
| 2018 | 2570          | −435,9           |
| 2019 | 2645          | 74,9             |
| 2020 | 2525          | −96,7            |
| 2021 | 2957          | 148,4            |
| 2022 | 3580          | 241              |
| 2023 | 4283          | 601              |

## Documentaire
- Baggerbaai; afl.1 reportageserie "Frontlinie" van de VPRO; programmamaker Bram Vermeulen ; uitgezonden 9-2-2023 NPO2. Boskalis werkt mee aan de bouw van een van 's-werelds drukste vliegvelden, Manilla Airport, in de baai van Manilla. Waarom sloot het bedrijf het contract met de regering Duterte en wat zijn de gevolgen voor de plaatselijke bevolking en het milieu?[36] De CEO geeft antwoord in een interview.

## Websites
- (en)  officiële website
- (en)  Smit Lamnalco

- Gemeinsame Normdatei: 4659479-6
- International Standard Name Identifier: 0000 0001 0638 4533
- Library of Congress Control Number: n2002099340
- Virtual International Authority File: 159639887